# Shahrestān di Sardasht
Lo shahrestān di Sardasht (farsi شهرستان سردشت) è uno dei 17 shahrestān dell'Azarbaijan occidentale, in Iran. Il capoluogo è Sardasht. Lo shahrestān è suddiviso in 2 circoscrizioni (bakhsh): 
- Centrale (بخش مرکزی)
- Vezine (بخش وزینه)